# Sommer-Paralympics 2024/Teilnehmer (Japan)
| stlisierte Goldmedaille | stlisierte Silbermedaille | stlisierte Bronzemedaille |
| ----------------------- | ------------------------- | ------------------------- |
| 12                      | 20                        | 15                        |

Japan nahm an den Paralympischen Spielen 2024 in Paris mit 177 Athleten teil.

## Fahnenträger
Als Fahnenträger bei der Eröffnungsfeier am 28. August auf dem Place de la Concorde wurden der Leichtathlet Daiki Ishiyama und die Schwimmerin An Nishida ausgewählt.

## Medaillen

### Medaillenspiegel
| Rang   | Sportart | Gold | Silber | Bronze | Gesamt |
| Gesamt | Gesamt   | 12   | 10     | 15     | 38     |
| ------ | -------- | ---- | ------ | ------ | ------ |

## Teilnehmer nach Sportart

### 5er-Fußball (Blindenfußball)

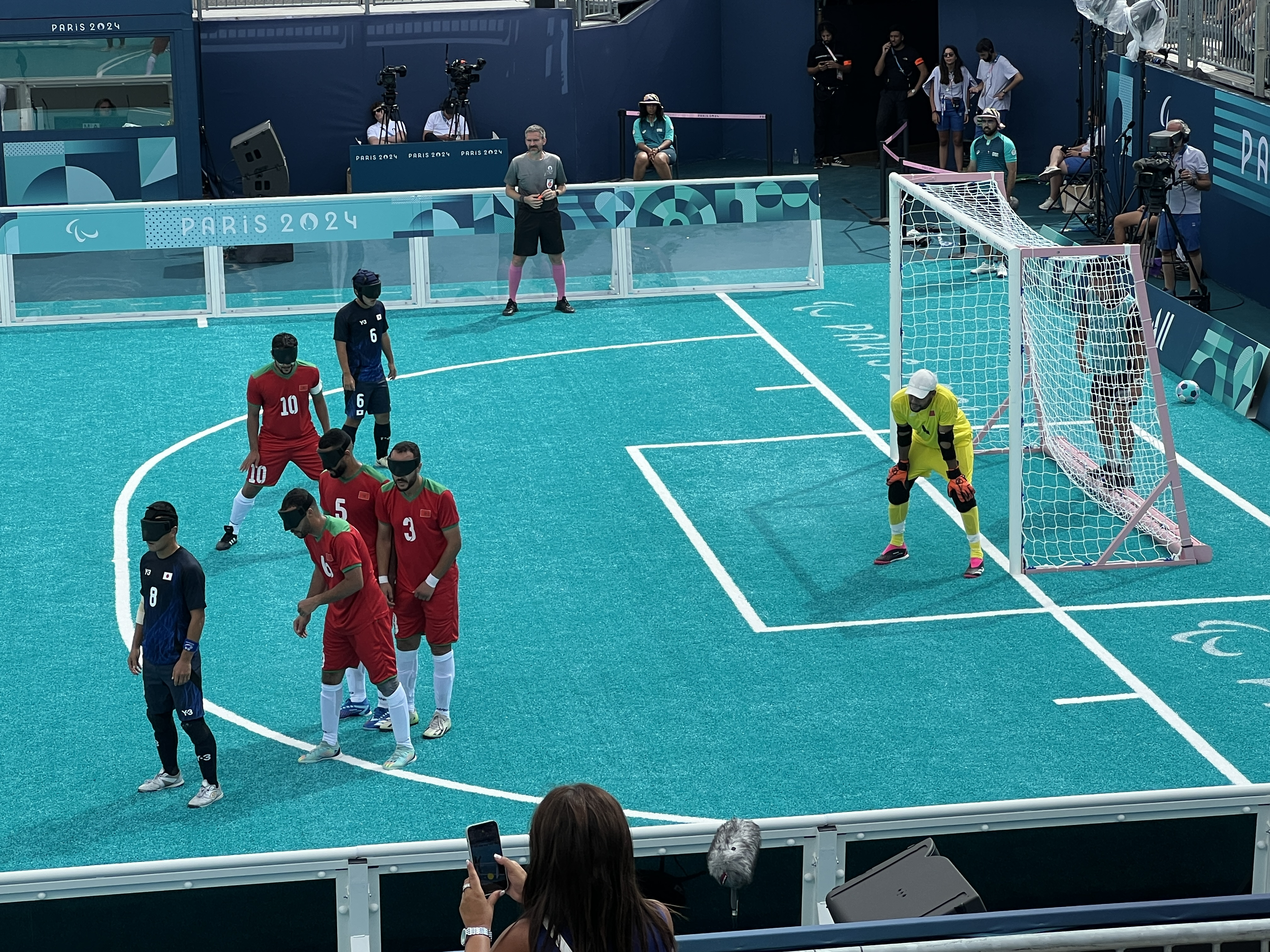
5er-Fußball Japan gegen Marokko

| Wettbewerb  | 5er - Fußball - Männer |
| ----------- | --- |
| Athleten    | Masaki Goto (B1) Taichi Hirabayashi (B1) Kenya Izumi (GK) Ryo Kawamura (B1) Futo Nagamori (B1) Robertoizumi Sasaki (B1) Daisuke Satō (GK) Yuzuki Sonobe (B1) Hiroto Takahashi (B1) Kento Torii (B1) |
| Trainer     | Eiji Nakagawa |
| Platzierung | 8. |

### Badminton
- Daisuke Fujihara (SL3)
- Haruka Fujino (SL4)
- Taiyo Imai (SU5)
- Noriko Ito (SL3)
- Daiki Kajiwara (梶原 大暉, WH2)
- Kaede Kameyama (SU5)
- Takumi Matsumoto (WH2)
- Hiroshi Murayama (WH1)
- Osamu Nagashima (WH1)
- Sarina Satomi (WH1)
- Mamiko Toyoda (SU5)
- Yuma Yamazaki (WH2)

### Boccia
- Masayuki Arita (BC3)
- Hiromi Endo (BC1)
- Yuriko Fujii (BC1)
- Takayuki Hirose (BC2)
- Ayane Ichinoe (BC3)
- Hidetaka Sugimura (BC2)
- Shunsuke Uchida (BC4)

### Bogenschießen
| Männer                                    |                  |     |    |                   |         |               |               |               |               |               |               |    |
| Yūya Ōe 大江 佑弥 Ōe Yūya                 | Compound (Offen) | 682 | 23 | Jonathon Milne    | 142:147 | ausgeschieden | ausgeschieden | ausgeschieden | ausgeschieden | ausgeschieden | ausgeschieden | 17 |
| Tomohiro Ueyama 上山 友裕 Ueyama Tomohiro | Recurve (Offen)  | 599 | 22 | Stefano Travisani | 6:2     | Łukasz Ciszek | 3:7           | ausgeschieden | ausgeschieden | ausgeschieden | ausgeschieden | 9  |

### Goalball
- Saki Amuro (B1)
- Minami Arai (B3)
- Naoki Hagiwara (B3)
- Norika Hagiwara (B2)
- Kazuya Kaneko (B3)
- Masae Komiya (B1)
- Koji Miyajiki (B3)
- Yuto Sano (B3)
- Yuji Taguchi (B2)
- Rieko Takahashi (B1)
- Yuki Temma (B1)
- Haruki Torii (B3)

### Judo
Männer
| Athleten    | Wettbewerb   | Rang |
| ----------- | ------------ | ---- |
| Yuji Kato   | J1 bis 73 kg | 9    |
| Yujiro Seto | J2 bis 73 kg | Gold |

Frauen
| Athleten        | Wettbewerb   | Rang   |
| --------------- | ------------ | ------ |
| Shizuka Hangai  | J1 bis 48 kg | Silber |
| Junko Hirose    | J2 bis 57 kg | Gold   |
| Kazusa Ogawa    | J2 bis 70 kg | Bronze |
| Minako Tsuchiya | J1 bis 70 kg | 9      |

### Leichtathletik
| Athleten                                      | Klassifizierung | Wettbewerb  | Vorlauf/Vorkampf | Vorlauf/Vorkampf | Halbfinale    | Halbfinale    | Finale        | Finale        | Rang          |
| Athleten                                      | Klassifizierung | Wettbewerb  | Zeit/Weite       | Rang             | Zeit/Weite    | Rang          | Zeit/Weite    | Rang          | Rang          |
| --------------------------------------------- | --------------- | ----------- | ---------------- | ---------------- | ------------- | ------------- | ------------- | ------------- | ------------- |
| Frauen                                        |                 |             |                  |                  |               |               |               |               |               |
| Tsubasa Kina 喜納 翼 Kina Tsubasa             | T54             | Marathon    | –                | –                | –             | –             | 2:04:53 h     | 12            | 12            |
| Haruka Kitaura 北浦 春香 Kitaura Haruka       | T34             | 100 m       | 19,68            | 4                |               |               | 19,81 s       | 7             | 7             |
| Kaede Maegawa 前川 楓 Maegawa Kaede           | T63             | 100 m       | 16,34 s          | 5                | ausgeschieden | ausgeschieden | ausgeschieden | ausgeschieden | ausgeschieden |
| Kaede Maegawa 前川 楓 Maegawa Kaede           | T63             | Weitsprung  | –                | –                | –             | –             | 4,50 m        | 6             | 6             |
| Misato Michishita 道下 美里 Michishita Misato | T12             | Marathon    | –                | –                | –             | –             | 3:04:23 h SB  | 3             | Bronze        |
| Maya Nakanishi                                | T64             | Weitsprung  | –                | –                | –             | –             | 4,91 m        | 7             | 7             |
| Keiko Onidani                                 | F53             | Diskuswurf  | –                | –                | –             | –             | 15,78 m       | 2             | Silber        |
| Moe Onodera                                   | T34             | 100 m       | 19,08 s          | 3                | –             | –             | 18,94 s       | 6             | 6             |
| Moe Onodera                                   | T34             | 800 m       |                  |                  |               |               |               |               |               |
| Yukiko Saito                                  | F46             | Kugelstoßen | –                | –                | –             | –             | 11,26 m       | 4             | 4             |
| Sonomi Sakai                                  | T20             | Weitsprung  | –                | –                | –             | –             | 4,87 m        | 13            | 13            |
| Mana Sasaki                                   | T13             | 400 m       | –                | –                | –             | –             | 58,35 s       | 7             | 7             |
| Uran Sawada                                   | T12             | 100 m       |                  |                  |               |               |               |               |               |
| Uran Sawada                                   | T12             | Weitsprung  | –                | –                | –             | –             | 4,90 m        | 6             | 6             |
| Uran Sawada                                   | T12             | 4 × 100 m   | 47,09 s          | 2                | –             | –             | 48,16 s       | 4             | 4             |
| Saki Takakuwa                                 | T64             | 100 m       | 13,85 s          | 14               | ausgeschieden | ausgeschieden | ausgeschieden | ausgeschieden | ausgeschieden |
| Saki Takakuwa                                 | T64             | Weitsprung  |                  |                  |               |               | 5,04 m (SB)   | 5             | 5             |
| Yuka Takamatsu                                | T38             | 100 m       | 14,86 s          | 9                | ausgeschieden | ausgeschieden | ausgeschieden | ausgeschieden | ausgeschieden |
| Tomomi Tozawa                                 | T63             | 100 m       | 15,85 s          | 5                | ausgeschieden | ausgeschieden | ausgeschieden | ausgeschieden | ausgeschieden |
| Tomomi Tozawa                                 | T63             | Weitsprung  | –                | –                | –             | –             | 4,58 m        | 5             | 5             |
| Wakako Tsuchida 土田 和歌子 Tsuchida Wakako   | T54             | Marathon    | –                | –                | –             | –             | 1:52:39 h     | 6             | 6             |
| Sae Tsuji                                     | T47             | 100 m       | 12,94 s          | 7                | ausgeschieden | ausgeschieden | ausgeschieden | ausgeschieden | ausgeschieden |
| Sae Tsuji                                     | T47             | 400 m       | 1:00,19 min (SB) | 7                |               |               | 59,13 s       | 7             | 7             |
| Sae Tsuji                                     |                 | 4 × 100 m   | 47,09 s          | 2                | –             | –             | 48,16 s       | 4             | 4             |
| Moeko Yamamoto                                | T20             | 1500 m      | –                | –                | –             | –             | 5:16,70 min   | 9             | 9             |
| Ayano Yoshida                                 | T34             | 100 m       | 20,43 s          | 8                |               |               | 20,07 s       | 8             | 8             |
| Männer                                        |                 |             |                  |                  |               |               |               |               |               |
| Daiki Akai                                    | T20             | 1500        | –                | –                | –             | –             | 3:57,58 min   | 5             | 5             |
| Ryota Fukunaga                                | T13             | 400 m       | –                | –                | –             | –             | 48,07 s       | 2             | Silber        |
| Ryota Fukunaga                                | T13             | Weitsprung  | –                | –                | –             | –             | 6,55 m SB     | 7             | 7             |
| Tadashi Horikoshi                             | T12             | Marathon    | –                | –                | –             | –             | 2:28:03 h     | 7             | 7             |
| Tomoki Ikoma                                  | T54             | 100 m       |                  |                  |               |               |               |               |               |
| Tomoki Ikoma                                  | T54             | 4 × 100 m   | 47,09 s          | 2                | –             | –             | 48,16 s       | 4             | 4             |
| Daiki Ishiyama                                | T12             | Weitsprung  | –                | –                | –             | –             | 6,75 m        | 5             | 5             |
| Shunsuke Itani                                | T64             | 200 m       | 23,67 s          | 4                | –             | –             | 23,50 s SB    | 7             | 7             |
| Tatsuya Ito                                   | T52             | 100 m       | 17,76 s          | 4                | –             | –             | 17,91 s       | 8             | 8             |
| Tatsuya Ito                                   | T52             | 400 m       | 1:09,55 min      | 5                | ausgeschieden | ausgeschieden | ausgeschieden | ausgeschieden |               |
| Tomoya Ito                                    | T52             | 400 m       | 1:00,42 min      | 2                | –             | –             | 1:01,08 min   | 3             | Bronze        |
| Kenya Karasawa                                | T11             | 1500 m      | 4:06,86 min      | 4                | –             | –             | 4:04,40 min   | 4             | 4             |
| Kenya Karasawa                                | T11             | 5000 m      | –                | –                | –             | –             | 14:51,48 min  | 2             | Silber        |
| Shuta Kawakami                                | T13             | 100 m       |                  |                  |               |               |               |               | 3             |
| Yutaka Kumagai                                | T12             | Marathon    | –                | –                | –             | –             | 2:32:26 h     | 10            | 10            |
| Takeru Matsumoto                              | T36             | 400 m       | –                | –                | –             | –             | 53,16 s       | 4             | 4             |
| Takeru Matsumoto                              | T36             | 4 × 100 m   | 47,09 s          | 2                | –             | –             | 48,16 s       | 4             | 4             |
| Kengo Oshima                                  | T64             | 100 m       | 11,24 s          | 5                | –             | –             | –             | –             |               |
| Kengo Oshima                                  | T64             | 200 m       | DNS              | –                | –             | –             | –             | –             | –             |
| Tomoki Sato                                   | T52             | 100 m       | 17,20 s          | 1                | –             | –             | 17,44 s       | 3             | Bronze        |
| Tomoki Sato                                   | T52             | 400 m       | 58,04 s          | 1                | –             | –             | 56,26 s       | 2             | Silber        |
| Yamato Shimbo                                 | F37             | Diskuswurf  | –                | –                | –             | –             | 51,37 m       | 4             | 4             |
| Tomoki Suzuki                                 | T54             | 1500 m      | 3:05,31 min      | 14               |               |               | 2:53,99 min   | 7             | 7             |
| Tomoki Suzuki                                 | T54             | Marathon    | –                | –                | –             | –             | 1:31,23 h     | 3             | Bronze        |
| Shunya Takahashi                              | F46             | Speerwurf   | –                | –                | –             | –             | 59,76 m       | 6             | 6             |
| Yuji Togawa                                   | T20             | 1500 m      | –                | –                | –             | –             | 4:02,68 min   | 6             | 6             |
| Shinya Wada                                   | T11             | 5000 m      | –                | –                | –             | –             | 15:16,41 min  | 4             | 4             |
| Shinya Wada                                   | T12             | Marathon    | –                | –                | –             | –             | 2:29:59 h     | 9             | 9             |
| Yuta Wakoh                                    | F12             | Speerwurf   | –                | –                | –             | –             | 58,49 m       | 7             | 7             |
| Akihiro Yamazaki                              | F46             | Speerwurf   | –                | –                | –             | –             | 57,67 m       | 7             | 7             |
| Ryota Yoshida                                 | T54             | Marathon    | –                | –                | –             | –             | 1:37:15 h     | 8             | 8             |

### Parakanu
| Athlet         | Wettbewerb             | Rang            |
| -------------- | ---------------------- | --------------- |
| Frauen         |                        |                 |
| Saki Komatsu   | Auslegerkanu 200 m VL2 | nicht gestartet |
| Shiho Miyajima | Einzelkajak 200 m KL2  |                 |
| Shiho Miyajima | Auslegerkanu 200 m VL3 |                 |
| Monika Seryu   | Einzelkajak 200 m KL2  |                 |
| Monika Seryu   | Auslegerkanu 200 m VL3 |                 |
| Männer         |                        |                 |
| Yuta Takagi    | Einzelkajak 200 m KL1  |                 |

### Powerlifting (Bankdrücken)
- Kazuhito Sato (PWL)

### Radsport

#### Bahnradsport
- Kazuhei Kimura (B)

#### Straßenradsport
- Shota Kawamoto (C2)
- Masaki Fujita (C3)
- Keiko Sugiura (C3)

### Reiten
- Sho Inaba (GII)
- Soshi Yoshigoe (GII)

### Rollstuhlbasketball

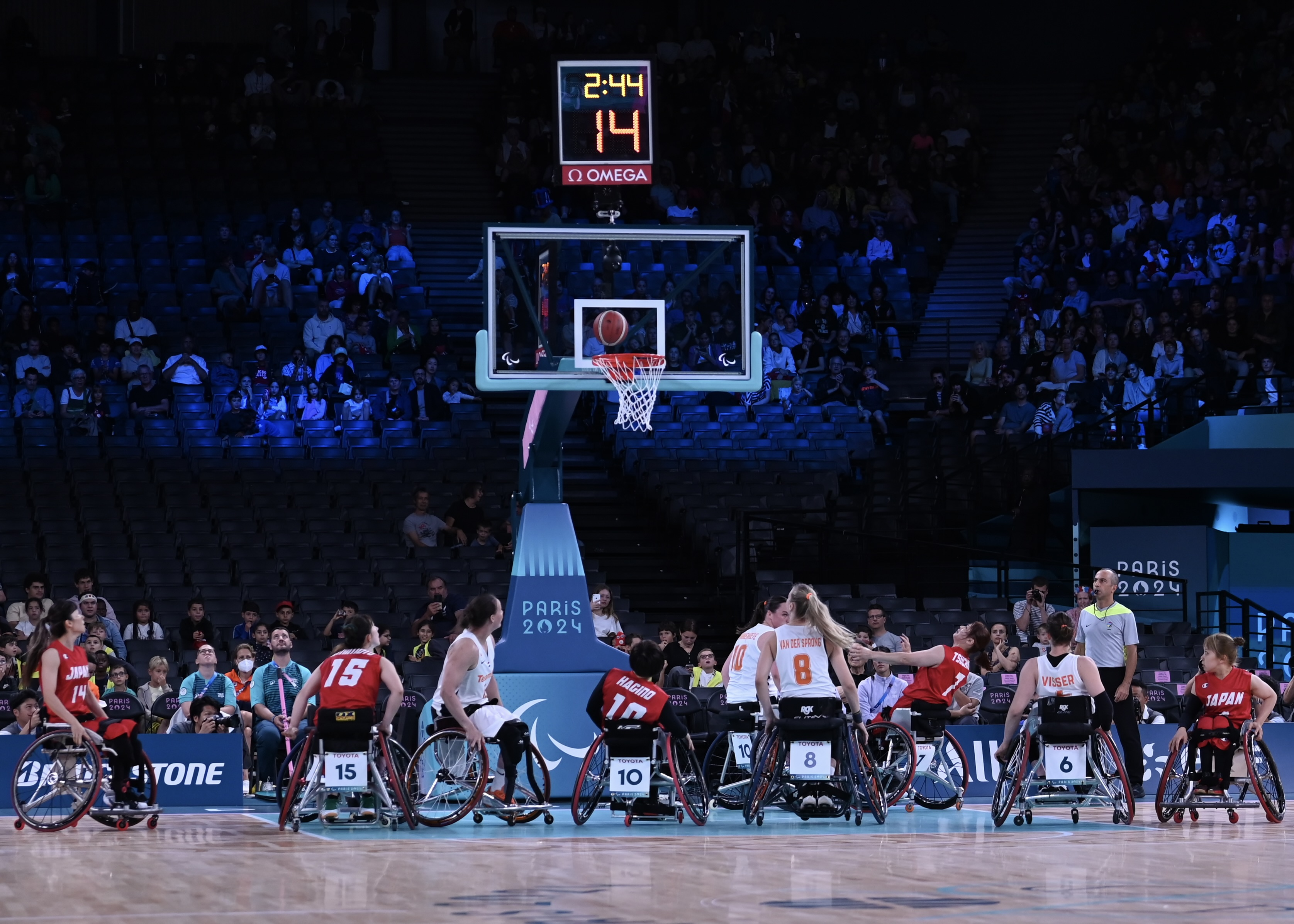
Japan gegen die Niederlande beim Rollstuhlbasketball

- Mari Amimoto (4.5)
- Yuri Eguchi (2.5)
- Mayo Hagino (1.5)
- Yui Ishikawa (1.0)
- Chihiro Kitada (4.5)
- Ruri Kojima (2.5)
- Aoi Nishimura (1.5)
- Miho Otsu (2.5)
- Chinami Shimizu (3.0)
- Mayumi Tsuchida (4.0)
- Amane Yanagimoto (2.5)
- Izumi Zaima (1.0)

### Rollstuhlfechten
- Michinobu Fujita (C)
- Shintaro Kano (A)
- Anri Sakurai (B)
- Naoki Yasu (A)

### Rollstuhlrugby
- Masayuki Haga (2.0)
- Yuki Hasegawa (0.5)
- Katsuya Hashimoto (3.5)
- Yukinobu Ike (3.0)
- Daisuke Ikezaki (3.0)
- Kae Kurahashi (0.5)
- Ryuji Kusaba (1.0)
- Shunya Nakamachi (2.0)
- Seiya Norimatsu (1.5)
- Hitoshi Ogawa (1.0)
- Shinichi Shimakawa (3.0)
- Hidefumi Wakayama (1.0)

### Rollstuhltennis

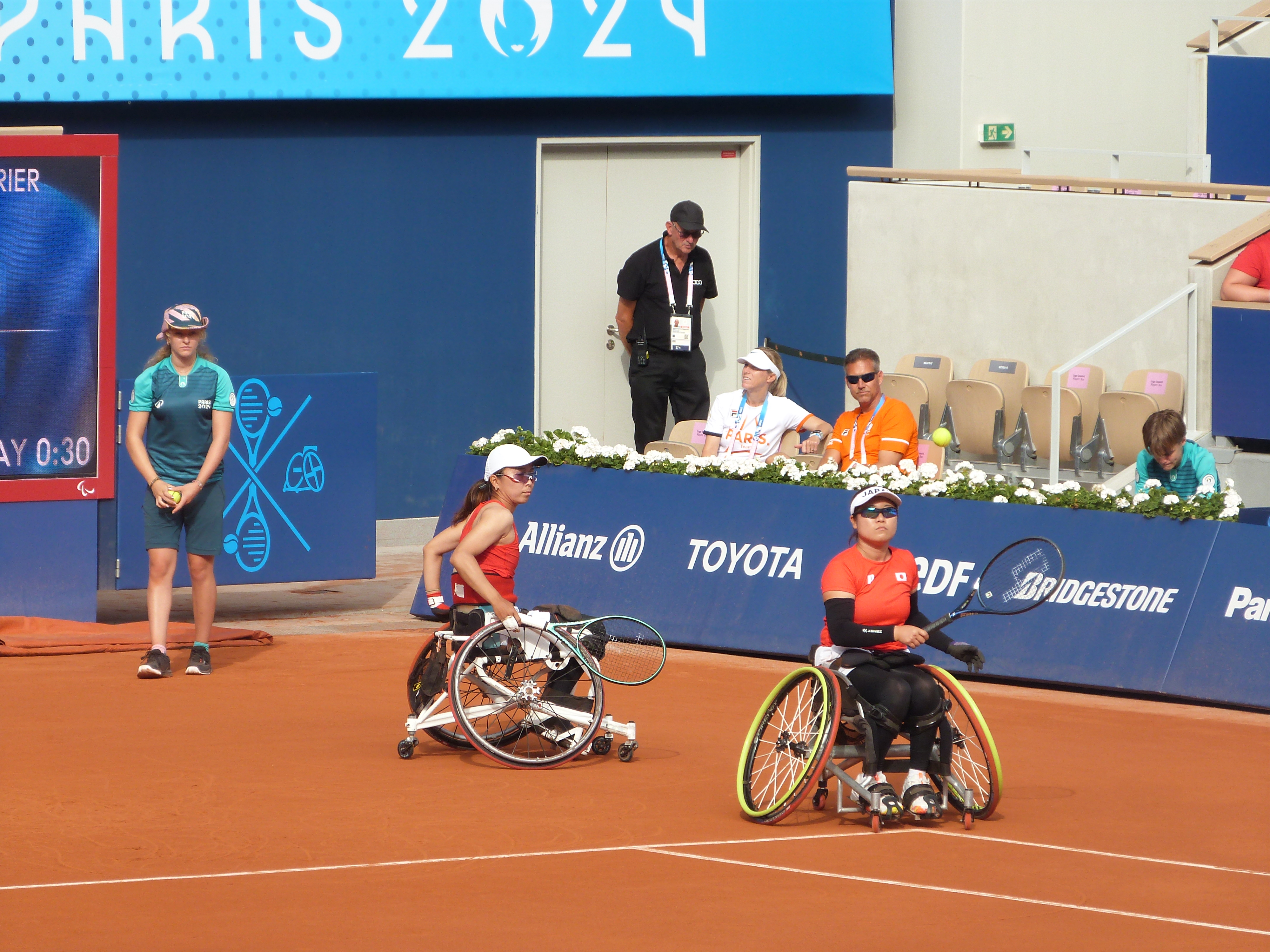
Die Rollstuhltennisspielerinnen Momoko Ohtani und Saki Takamuro

- Daisuke Arai (WT)
- Yui Kamiji (WT)
- Takuya Miki (WT)
- Tokito Oda (WT)
- Momoko Ohtani (WT)
- Takashi Sanada (WT)
- Saki Takamuro (WT)
- Manami Tanaka (WT)

### Rudern
| Athleten                        | Wettbewerb | Vorlauf      | Vorlauf    | Hoffnungslauf | Hoffnungslauf | Finale       | Finale | Rang |
| Athleten                        | Wettbewerb | Zeit (min)   | Rang       | Zeit (min)    | Rang          | Zeit (min)   | Rang   | Rang |
| ------------------------------- | ---------- | ------------ | ---------- | ------------- | ------------- | ------------ | ------ | ---- |
| Männer                          |            |              |            |               |               |              |        |      |
| Takuya Mori 森 卓也 Mori Takuya | PR1 Einer  | 10:19,75 min | 5 Gruppe 1 | 10:23,78 min  | 4 Gruppe 2    | 10:37,74 min | 8      | 8    |

### Schießen
- Mika Mizuta (SH2)
- Kazuya Okada (SH1)
- Akiko Sega (SH2)

### Schwimmen
- Kanon Fukuda (S9)
- Kasumi Fukui (S14)
- Kaede Hinata (S5)
- Tomomi Ishiura (S11)
- Taiyo Kawabuchi (S9)
- Keiichi Kimura (S11)
- Aira Kinoshita (S14)
- Kota Kubota (S8)
- Akito Minai (S10)
- Shunya Murakami (S14)
- An Nishida (S7)
- Kotaro Ogiwara (SM8)
- Chikako Ono (S11)
- Genki Saito (S13)
- Mikika Serizawa (SB14)
- Takayuki Suzuki (SB3)
- Eigo Tanaka (S5)
- Uchu Tomita (S11)
- Ayano Tsujiuchi (S12)
- Mikuni Utsugi (SB8)
- Naohide Yamaguchi (S14)
- Maori Yui (S5)

### Taekwondo
| Athlet                                  | Wettbewerb    | Rang |
| --------------------------------------- | ------------- | ---- |
| Männer                                  |               |      |
| Shunsuke Kudō 工藤 俊介 Kudō Shunsuke   | K44 bis 70 kg | 5    |
| Mitsuya Tanaka 田中 光哉 Tanaka Mitsuya | K44 bis 58 kg | 7    |

### Tischtennis
- Mahiro Funayama (10)
- Kanami Furukawa (11)
- Koyo Iwabuchi (9)
- Genki Saito (4)
- Kazuki Shichino (4)
- Takeshi Takemori (11)
- Yuri Tomono (8)
- Natsuki Wada (11)
- Katsuyoshi Yagi (7)

### Triathlon
| Athleten                              | Wettbewerb | Zeit      | Rang |
| ------------------------------------- | ---------- | --------- | ---- |
| Frauen                                |            |           |      |
| Yukako Hata 秦由 加子 Hata Yukako     | PTS2       | 1:34:03 h | 9    |
| Männer                                |            |           |      |
| Junpei Kimura 木村 潤平 Kimura Junpei | PTWC1      | 1:07:54 h | 8    |
| Hideki Uda 宇田 秀生 Uda Hideki       | PTS4       | 1:07:02 h | 12   |
| Satoru Yoneoka 米岡 聡 Yoneoka Satoru | PTVI1      | 1:05:54 h | 11   |